# Xia Gui
Xia Gui (fl. XII-XIII secolo) è stato un pittore cinese attivo attorno al 1190-1225, ritenuto, insieme a Ma Yuan, il fondatore della scuola Ma-Xia.

## Biografia
Originario del Zhejiang, fu attivo nell'Accademia dei Song del Sud a Hangzhou, dove l'imperatore Ningzong gli conferì la «cintura d'oro». Di Xia Gui è il rotolo, a inchiostro su carta, raffigurante la Veduta chiara e lontana di montagne e di fiumi (Gu Gong).
Xia Gui divenne un modello di riferimento non solo per gli artisti della dinastia Sung, ma anche per quelli delle dinastie Ming e Qing.
La sua arte si caratterizzò inizialmente per uno stile essenziale, e in un periodo successivo per le forme a punteggiatura.